# Montserrat Martí
Montserrat Martínez Caballé, plus connue sous le nom de Montserrat Martí ou Montsita, est une soprano espagnole, née à Barcelone le 15 novembre 1972.

## Biographie
Née à Barcelone, elle est la fille du ténor espagnol Bernabé Martí (1928-2022) et de la soprano espagnole Montserrat Caballé (1933-2018). En 1993, elle a fait sa première apparition comme cantatrice aux côtés de sa mère à Londres. Un an plus tard, et une fois de plus avec sa mère, elle a participé à un concert destiné à récolter des fonds pour les victimes du génocide des Tutsi au Rwanda. En 1998, elle s'est installée en Allemagne, où elle a commencé sa carrière de soliste et obtenu le rôle de Zerlina dans l’opéra Don Giovanni, présenté à l’Opéra d'État de Hambourg.
Mère et fille ont chanté ensemble à certaines occasions, sur scène et en enregistrement,,.
En 2008, elle a participé à l'opéra La Maison de Bernarda Alba du compositeur espagnol Miquel Ortega (es), dans le rôle d'Adela, dans le premier opéra en espagnol tiré de la pièce de Lorca.

### Vie privée
Le 14 août 2006, Montserrat Martí épouse un homme d'affaires, Carlos de Navas Mir. Ils divorcent en octobre 2007. Elle vit depuis 2009 avec l'homme d'affaires Daniel Faidella, avec qui elle a eu une fille, Daniela, en 2011,.